# Halcurias capensis
Halcurias capensis is een zeeanemonensoort uit de familie Halcuriidae.
Halcurias capensis is voor het eerst wetenschappelijk beschreven door Carlgren in 1928.